# Pilot 744 SE
Pilot 744 SE är en svensk lotsbåt som byggdes 1999 som Tjb 744 av Djupviks varv AB, Tjörn till Sjöfartsverket i Norrköping. Tjb 744 stationerades vid Göteborgs lotsplats. 2005 döptes båten om till Pilot 744 SE.